# Ishockey vid olympiska vinterspelen för ungdomar 2024
Ishockey vid olympiska vinterspelen för ungdomar 2024 arrangerades i Gangneung hockeycenter i Gangneung i Sydkorea mellan den 20 och 31 januari 2024.
Det tävlades i totalt fyra grenar: en turnering vardera för herrar och damer (sex landslag per kön) samt en 3x3-turnering för vardera kön.

## Program
| GS | Gruppspel | SF | Semifinaler | F | Final |

| DatumGren | 19 Fre | 20 Lör | 21 Sön | 22 Mån | 23 Tis | 24 Ons | 25 Tor | 26 Fre | 27 Lör | 28 Sön | 29 Mån | 30 Tis | 31 Ons | 1 Tor |
| --------- | ------ | ------ | ------ | ------ | ------ | ------ | ------ | ------ | ------ | ------ | ------ | ------ | ------ | ----- |
| 3x3       |        | GS     | GS     | GS     | GS     | SF     | F      |        |        |        |        |        |        |       |
| 6x6       |        |        |        |        |        |        |        |        | GS     | GS     | GS     | SF     | F      |       |

## Medaljörer
| Gren                                | Guld | Silver | Brons |
| Herrarnas turnering Detaljer...     | USA - Abe Barnett - Michael Berchild - Cole Bumgarner - AJ Francisco - Aurelio Garcia - Shaeffer Gordon-Carroll - JP Hurlbert - Logan Lutner - Jackson Marthaler - Tyler Martyniuk - Luke Schairer - Logan Stuart - Spencer Thornborough - Zane Torre - Parker Trottier - Gavin Weeks - Xavier Wendt                  | Tjeckien - Šimon Bělohorský - Jakub Daněk - Petr Hanyš - David Huk - Lukáš Kachlíř - Šimon Katolický - Adam Klaus - Jan Láryš - Václav Nedorost - Filip Novák - František Poletín - Martin Psohlavec - Ben Reisnecker - Ondřej Ruml - Tobiáš Sekanina - Petr Tomek - Jakub Vaněček - Matěj Weiss | Finland - Samu Alalauri - Luka Arkko - William Gammals - Nooa Järvenpää - Viljo Kähkönen - Wilmer Kallio - Jiko Laitinen - Pyry Lammi - Matias Myllyniemi - Milo Nuutinen - Juho Piiparinen - Lauri Rantanen - Rasmus Rinne - Julius Suominen - Oliver Suvanto - Oliver Torkki - Eelis Uronen - Vili Varonen |
| Herrarnas 3x3-turnering Detaljer... | Lettland - Martins Bārtulis - Leonards Grundmanis - Martins Klaucāns - Roberts Kravalis - Herberts Laugalis - Timurs Mališevs - Makss Mihailovs - Olivers Mūrnieks - Kristers Obuks - Fēlikss Paurs - Patriks Plūmiņš - Daniels Reidzāns - Ričards Rutkis                                                             | Danmark- Lucas Althof - Frederik Bech - Mikkel Bjerre - William Brix - Luca Bærentsen - Emil Jakobsen - Andreas Jørgensen - Max Kramer - Mikkel Poulsen - Gustav Remler-Jensen - Martinus Schioldan - Casey Silverman - Anton Wilde                                                              | Kazakstan- Temirlan Aiboluly - Anuar Akhmetzhanov - Tair Bigarinov - Yegor Kravchenko - Arseniy Kuchkovskiy - Nikita Kulakov - Bexultan Makysh - Roman Michurov - Matvey Reshetko - Adilkhan Sattar - Zhakhanger Tleukhan - Arman Tolen - Rasul Tursynov                                                     |
| Damernas turnering Detaljer...      | Sverige - Judith Andersson - Chloe Berndtsson - Disa Carlsson - Maja Engelin - Tilde Grillfors - Selma Karlsson - Malva Lindgren - Elin Löwenadler - Ida Melin - Vilda Nordh - Nellie Norén - Nora Svanefjord - Alva Vitalisson - Tillie Ytfeldt - Ebba Westerlind - Tilde Wyckman - Maja Åkerlund - Matilda Österman | Japan - Nana Akimoto - Suzuno Fukuda - Momona Fukuzawa - Yumin Furuhira - Mayu Hosogoe - Tsumugi Ito - Reina Kakuta - Saika Kiyokawa - Riko Nishiuchi - Azumi Numabe - Umeka Odaira - Momoka Okamura - Koko Ruike - Lily Sato - Rio Suzuki - Rino Tada - Kika Terauchi - Nanaho Yamaguchi        | Tyskland - Lina Alberts - Tara Bach - Emilija Birka - Sarah Bouceka - Hanna Bugl - Victoria Gmeiner - Mathilda Heine - Milana Lutz - Sandra Mayr - Caylee Nagle - Friederike Pfalz - Charleen Poindl - Madalena Seidel - Anabel Seyrer - Lena Spagert - Hanna Weichenhain - Zoe Wintgen - Theresa Zielinski  |
| Damernas 3x3-turnering Detaljer...  | Ungern - Boróka Bátyi - Dóra Bereczki - Csenge Noémi Csordás - Luca Lara Faragó - Lili Hajdu - Lorina Haraszt - Réka Effi Hiezl - Petra Polónyi - Lara Sághy - Bíborka Borbála Simon - Bonita Lilla Szabó - Noémi Zoé Takács - Krisztina Weiler                                                                       | Sydkorea - Ahn Se-won - Chang Seo-yoon - Choi Seo-yoon - Han Chae-yeon - Han Ye-jin - Han Yu-an - Hong Chae-won - Jang Hyeon-jeong - Kim Ji-min - Na Se-young - Park Jeong-hyun - Park Ju-yeon - Shim Seo-hee                                                                                    | Kina - Ju Sihan - Kou Chenfei - Li Jin - Li Xin - Li Yifei - Mi Lan - Tian Xueying - Wang Bing - Wang Jinghan - Xin Yufei - Zhang Anna - Zhang Jingyue - Zhao Guiyun |

## Medaljtabell
*   Värdland ( Sydkorea)
| Nr                   | Nation               | Guld | Silver | Brons | Totalt |
| -------------------- | -------------------- | ---- | ------ | ----- | ------ |
| 1                    | Lettland             | 1    | 0      | 0     | 1      |
| 1                    | Ungern               | 1    | 0      | 0     | 1      |
| 1                    | USA                  | 1    | 0      | 0     | 1      |
| 1                    | Sverige              | 1    | 0      | 0     | 1      |
| 5                    | Sydkorea*            | 0    | 1      | 0     | 1      |
| 5                    | Danmark              | 0    | 1      | 0     | 1      |
| 5                    | Tjeckien             | 0    | 1      | 0     | 1      |
| 5                    | Japan                | 0    | 1      | 0     | 1      |
| 9                    | Tyskland             | 0    | 0      | 1     | 1      |
| 9                    | Finland              | 0    | 0      | 1     | 1      |
| 9                    | Kazakstan            | 0    | 0      | 1     | 1      |
| 9                    | Kina                 | 0    | 0      | 1     | 1      |
| Totalt (12 nationer) | Totalt (12 nationer) | 4    | 4      | 4     | 12     |